# سیمی
سیمی از جزیره‌های کشور یونان است. سیمی هشتمین بزرگترین جزیره در دسته جزایر دودکانیسا است و ۱۸ مایل شمال شرقی جزیرهٔ رودس و ۴ مایل غرب ساحل ترکیه واقع شده‌است. جمعیت سیمی ۲٬۵۸۰ نفر است.

## نگارخانه

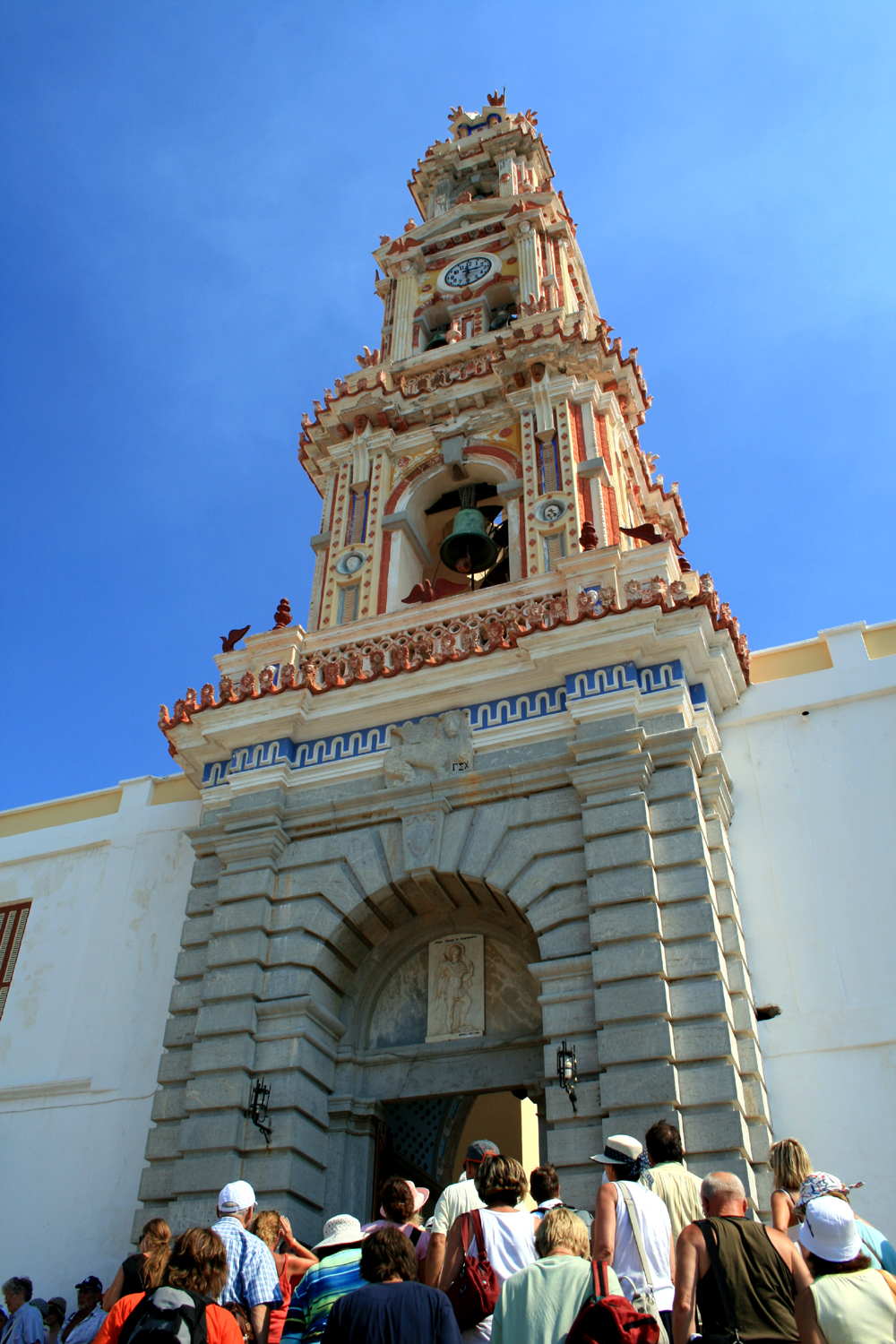
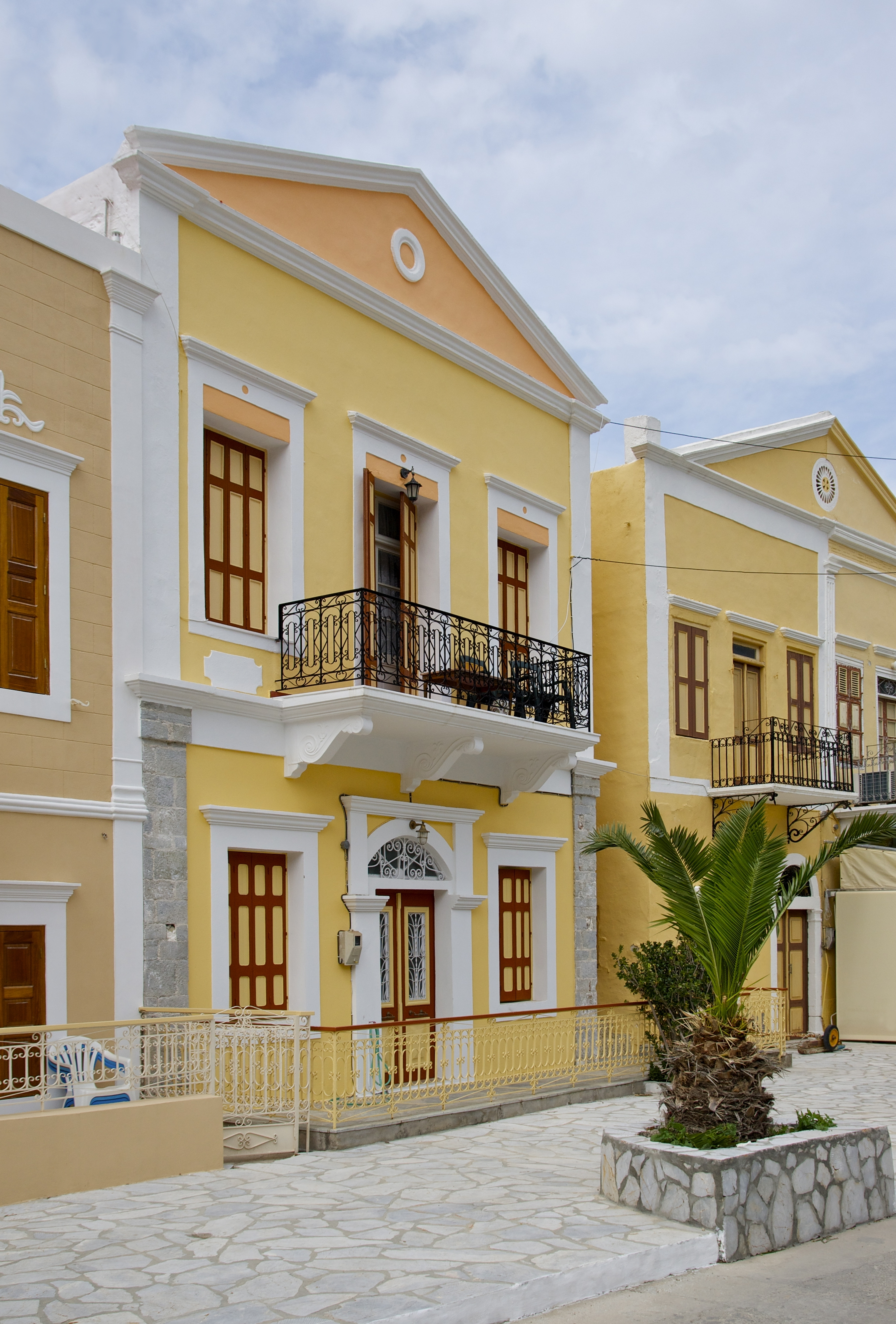
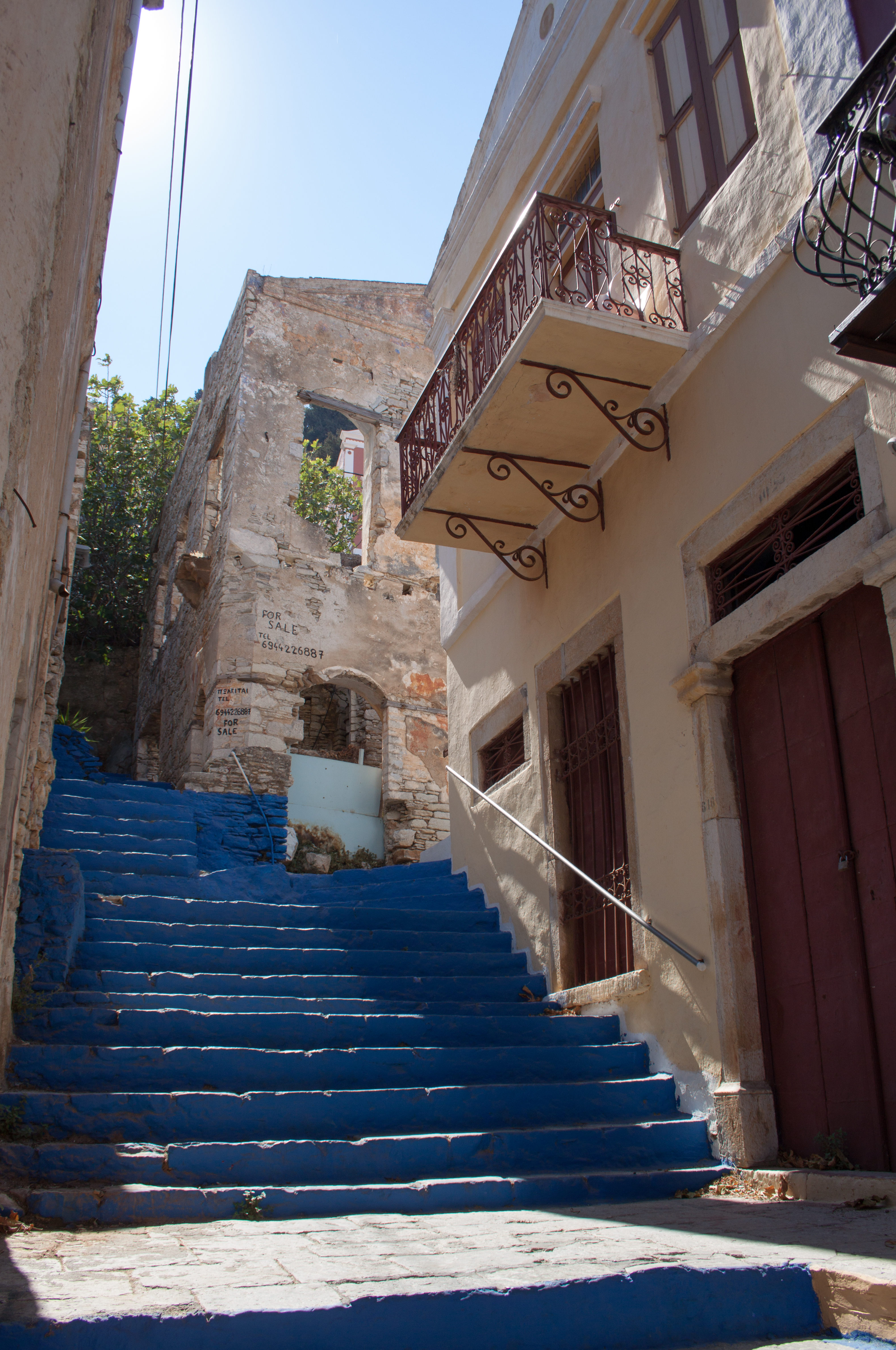
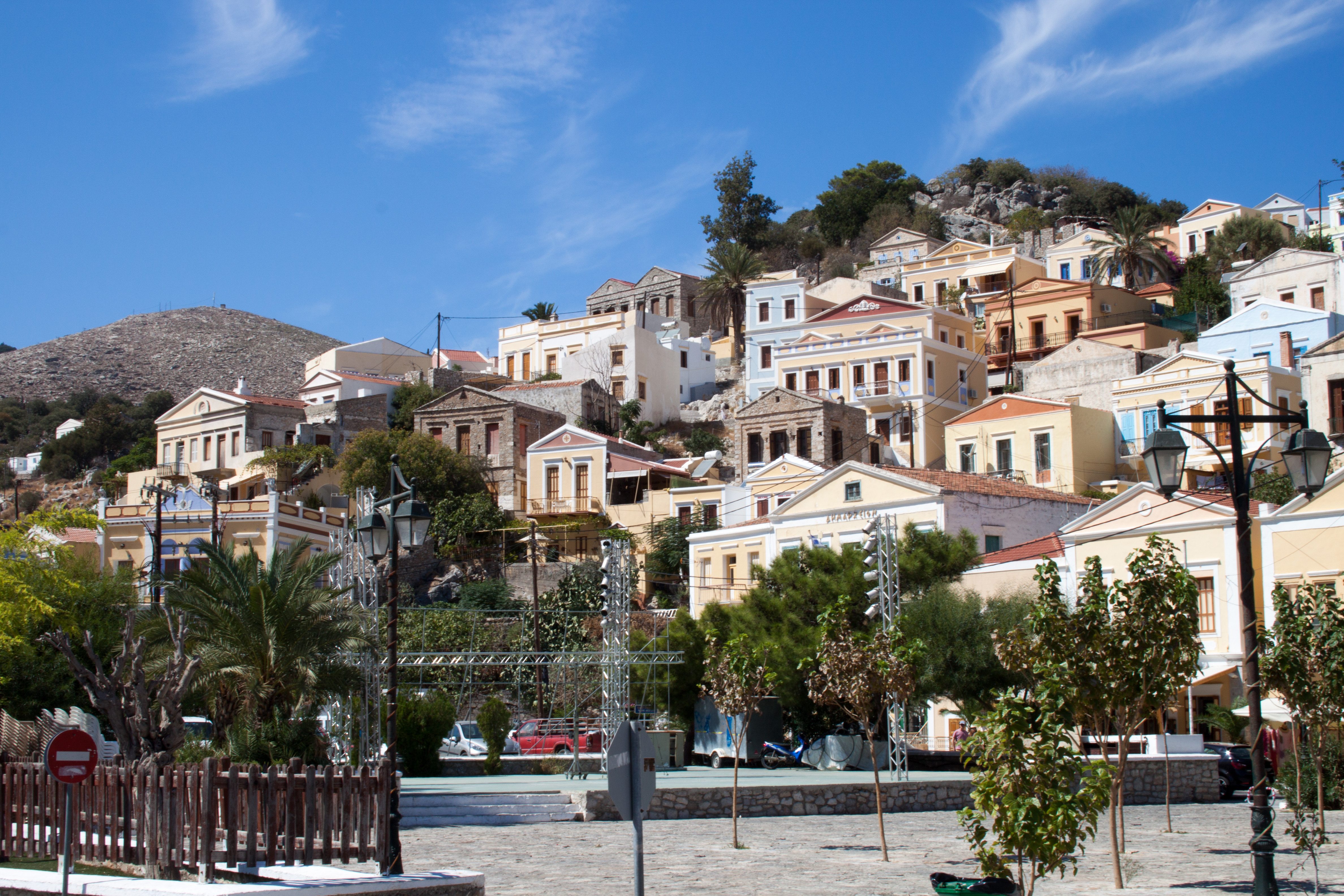
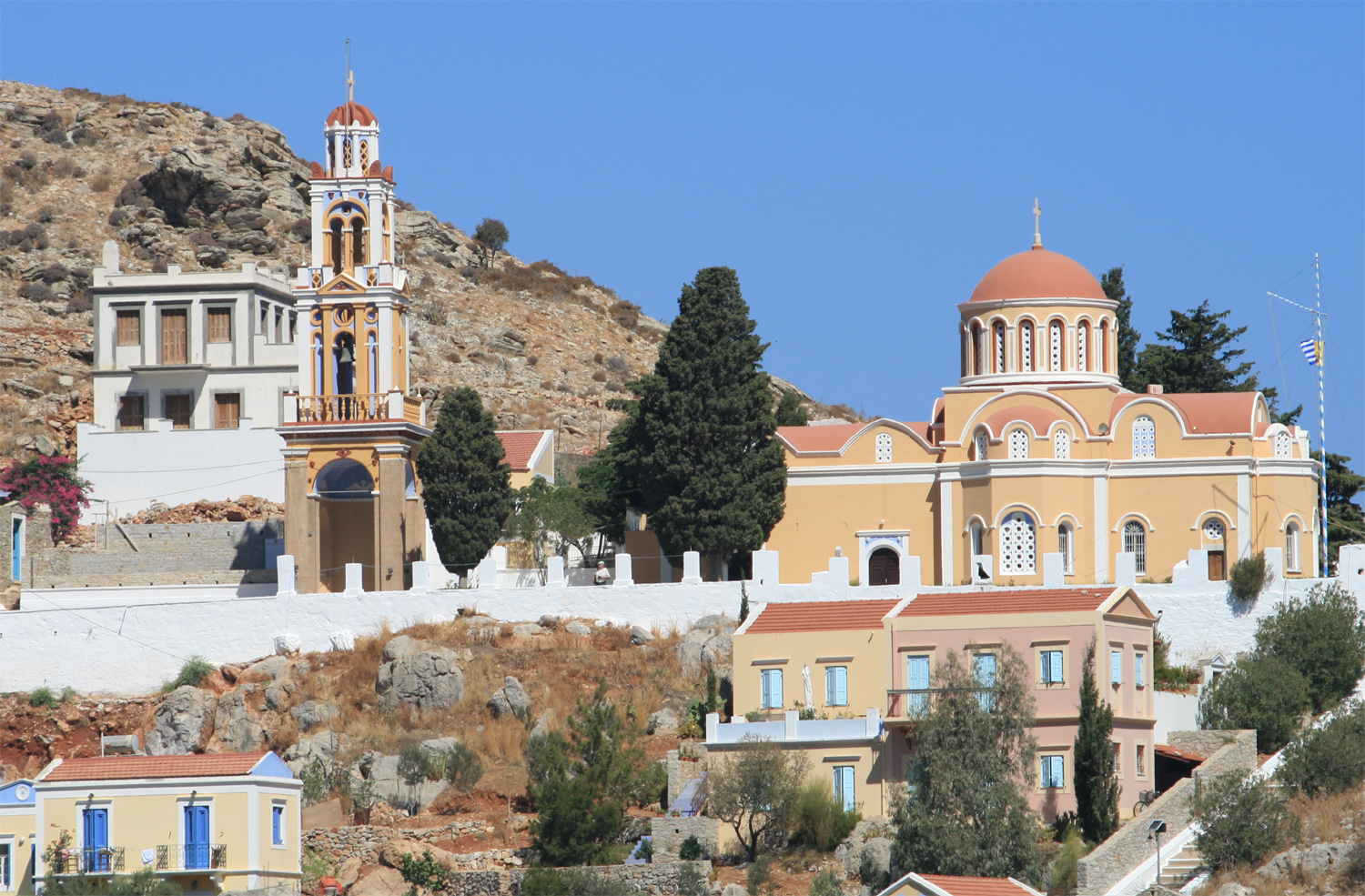
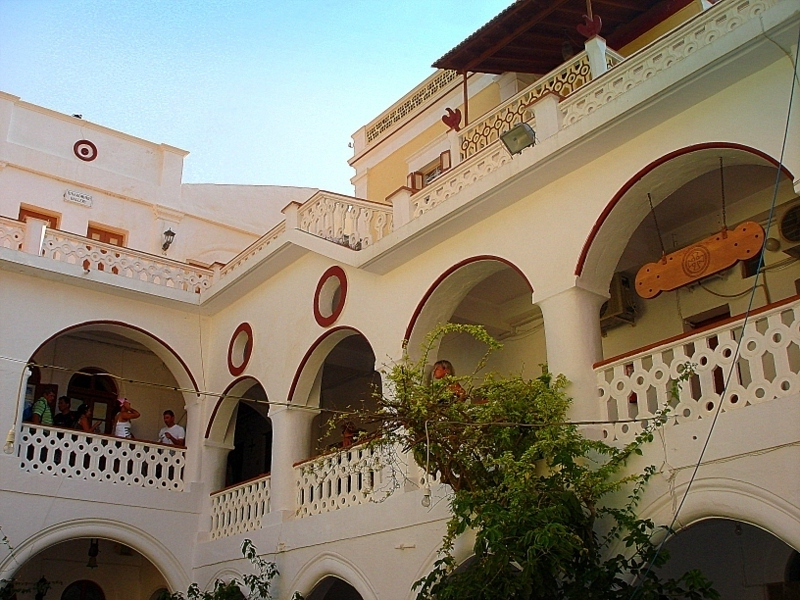